# Gerhard Dickel (Musiker)
Gerhard Dickel (* 28. Juni 1938 in Girkhausen; † 14. Juli 2003 in Hamburg) war ein deutscher Kirchenmusikdirektor, Kantor, Organist und Musikprofessor.

## Leben
Gerhard Dickel wurde 1938 in Girkhausen, heute ein Ortsteil von Bad Berleburg, geboren. Nach dem Abitur ging er als Student nach Hamburg und studierte dort Schul- und Kirchenmusik.
Von 1966 bis 1974 war er Kantor und Organist an der Hamburger St. Andreaskirche. Ab 1974 bis 2000 übte er beide Tätigkeiten mit dem Schwerpunkt Orgel und Gottesdienstliche Musik an der Hamburger Michaeliskirche aus. Zudem baute Dickel den Knaben- und Jugendchor St. Michaelis auf, dem er als Dirigent und Chorleiter vorstand.
Seit 1969 bis zu seiner Pensionierung 1999 war Dickel Professor für Orgelspiel im Fachbereich evangelische Kirchenmusik an der Hochschule für Musik und Theater Hamburg.
2001 wechselte er von dem Großen Michel an den (katholischen) Kleinen Michel.
Seine Konzerte und Musikaufnahmen setzten künstlerische Maßstäbe in der Kirchenmusik. Nach seinem letzten Willen brennt zu seinem Gedächtnis in der Laterne des Turms der Hamburger Michaeliskirche nachts das Licht.
Gerhard Dickel wurde auf dem Friedhof Ohlsdorf beigesetzt. Dort ruht er in der St. Michaelis-Grabstätte, südwestlich von Kapelle 1.

## Filmografie
- 1976: Kein Abend wie jeder andere